# Б'яджо К'янезе
Б'яджо К'янезе (італ. Biagio Chianese, 28 жовтня 1961) — італійський професійний боксер, призер чемпіонатів світу та Європи серед аматорів.

## Аматорська кар'єра
На чемпіонаті Європи 1985 року програв в другому бою Янушу Заренкевичу (Польща).
На чемпіонаті світу 1986 року завоював бронзову медаль.
- В 1/8 фіналу переміг Хакана Брока (Швеція) — KO 3
- У чвертьфіналі переміг Нельсона Росса (Пуерто-Рико) — 5-0
- У півфіналі програв Алексу Гарсія (США) — RSCH 2

На чемпіонаті Європи 1987 завоював бронзову медаль.
- У чвертьфіналі переміг Азіза Саліху (Югославія) — 3-2
- У півфіналі програв Уллі Кадену (НДР) — 0-5

## Професіональна кар'єра
Не потрапивши на Олімпійські ігри 1988, продовжив кар'єру на професійному рингу. Впродовж 1989—1995 років провів вісімнадцять боїв. 1 грудня 1993 року вийшов на бій за звання чемпіона Європи за версією EBU у важкій вазі, але зазнав поразки від британця Генрі Акінванде.